# Тодор П. Тодоров
Тодор П. Тодоров е български писател и философ.

## Биография
Роден е на 21 октомври 1977 г. в София. Доктор по философия и доцент във Философски факултет на Софийски университет „Св. Климент Охридски“, където преподава „Философия на Средновековието и Ренесанса“. Интересите му са в областта на история на философията, теория на медиите и медийната култура, постхуманизъм и митологии на бъдещето.
Автор е на два сборника с разкази („Приказки за меланхолични деца“ и „Винаги нощта“) и на романа „Хагабула" (2022), който през 2024 година получава специално отбелязване на Наградата за литература на Европейския съюз.

## Творчество
Автор е на книгите „Приказки за меланхолични деца“ (сборник разкази, Сиела 2010), „Винаги нощта“ (сборник разкази, Сиела 2012) и романа „Хагабула“ (Жанет 45, 2022). „Приказки за меланхолични деца“ излиза в Германия през 2012 г. с немското заглавие „Hexen, Mörder, Nixen, Dichter...“ /Dunkelmagische Geschichten/ (Grössenwahn Verlag, Frankfurt am Main 2012). Носител е на награда „Рашко Сугарев“ (2011) за разказа „Ван Гог в Париж“.
Романът „Хагабула“ печели националната литературна награда за български роман на годината „13 века България“ на Национален дарителски фонд „13 века България“. Наградата се връчва за най-добър роман, издаден в България през 2022 година. През същата година „Хагабула“ получава също номинация за наградата Хеликон 
През 2014 г. излиза книгата му „Забравената наука. Метафизиката в арабското средновековие: ал-Кинди, ал-Фараби, Ибн Сина“ (Изток-Запад, 2014) – изследване на особените измерения на метафизиката в арабската философска традиция.